# Swertia fimbriata
Swertia fimbriata là một loài thực vật có hoa trong họ Long đởm. Loài này được (Hochst.) Cufod. miêu tả khoa học đầu tiên năm 1960.